# Manneken-Pis de Westmeerbeek
Pour les articles homonymes, voir Manneken-Pis (homonymie).

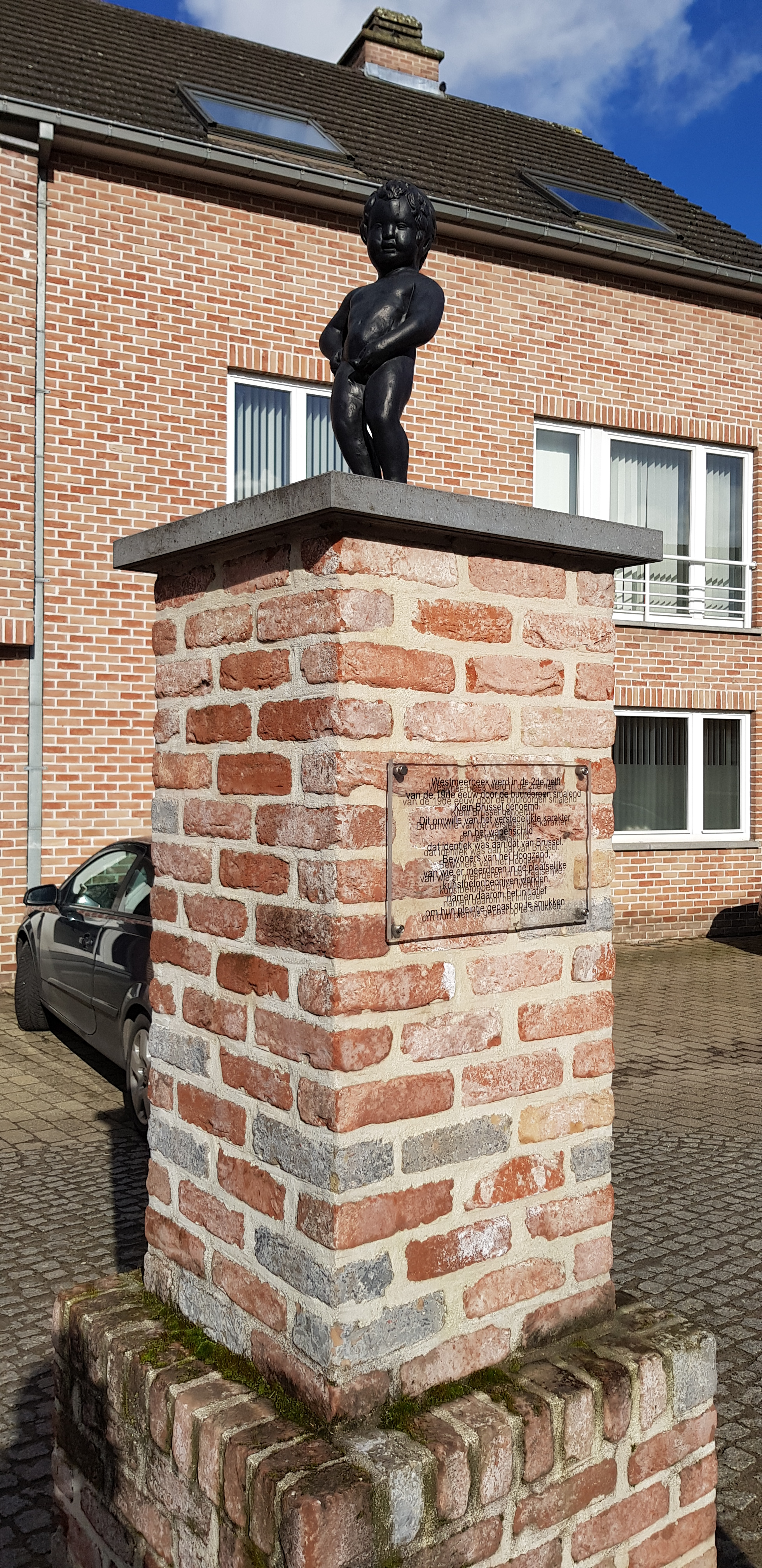
Manneken-Pis de Westmeerbeek

Le Manneken-Pis de Westmeerbeek est une petite statue à Westmeerbeek, commune de Hulshout en Belgique, représentant un garçon en train d'uriner. La statue se dresse sur une place triangulaire. Westmeerbeek étant parfois surnommé petit Bruxelles, c'est pour cela qu'il a été décidé d'y placer une copie du symbole de Bruxelles.
La figurine était à l'origine de couleur blanche et en béton artificiel, symbolisant l'industrie du béton artificiel Westmeerbeek.

## Histoire
Dans les années 1930, une copie du Manneken-Pis de Bruxelles a été placée à Westmeerbeek pour honorer le surnom du village ,.
Le 1er mai 2008, une nouvelle statuette a été inaugurée, les versions antérieures de la figurine ayant été vandalisées et volées.
En octobre 2015, la statue a de nouveau été vandalisée. Un nouveau Manneken-Pis a été installé en mai 2016, mais il n'était plus blanc comme ses prédécesseurs, mais noir.

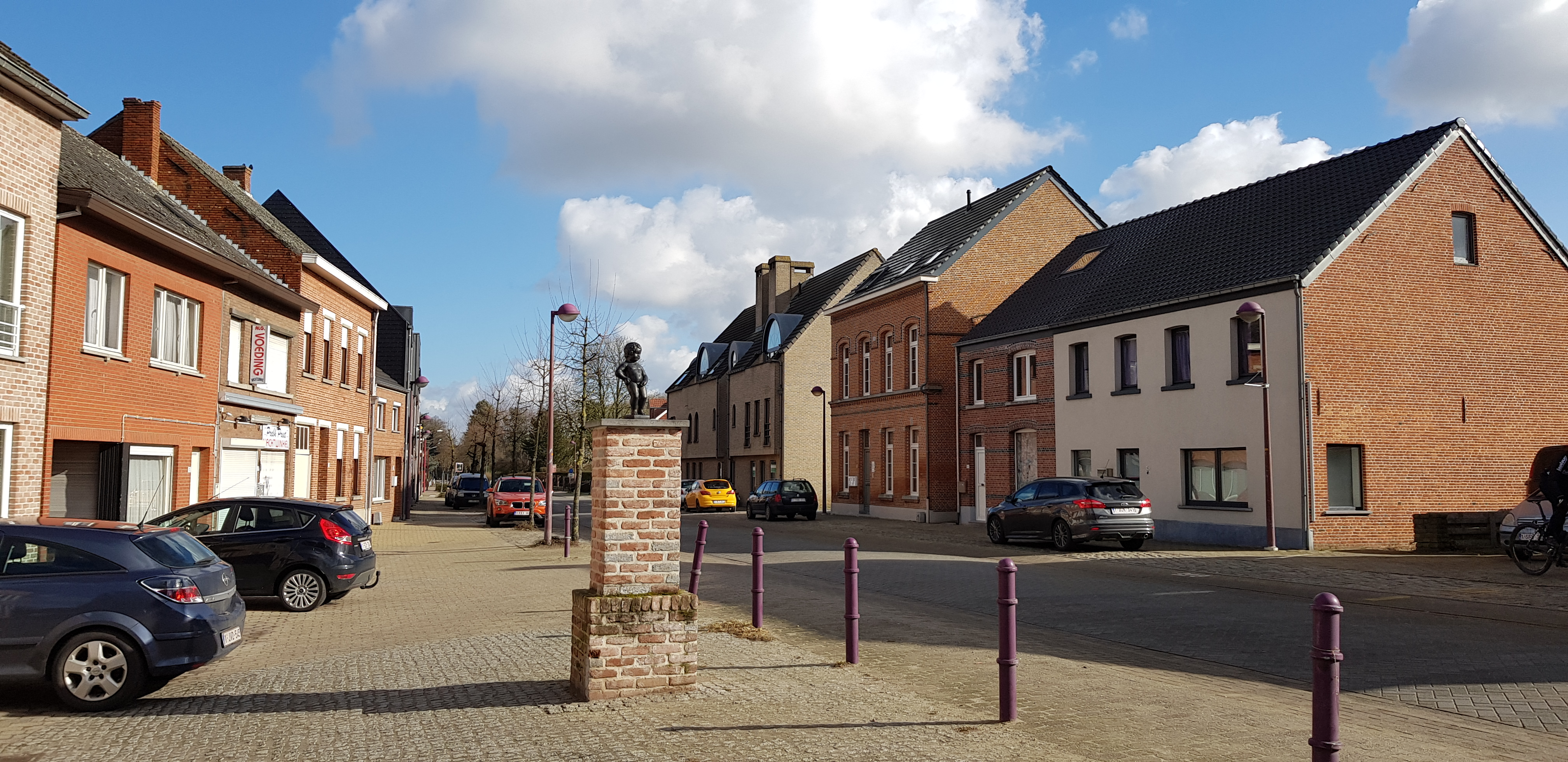